# 목동로데오거리
목동 로데오거리는 서울특별시 양천구 신정동에 위치한 상가 밀집지역이다. 진입로에 목동 로데오거리 간판이 설치되어 있다.
1년에 1번 가로수로 심어둔 벚꽃이 필 시기에 벚꽃축제를 진행한다. 의류상가가 밀집된 도로에 차량통행을 막고 한다.